# Andrea di Giusto
Pour les articles homonymes, voir Giusto.

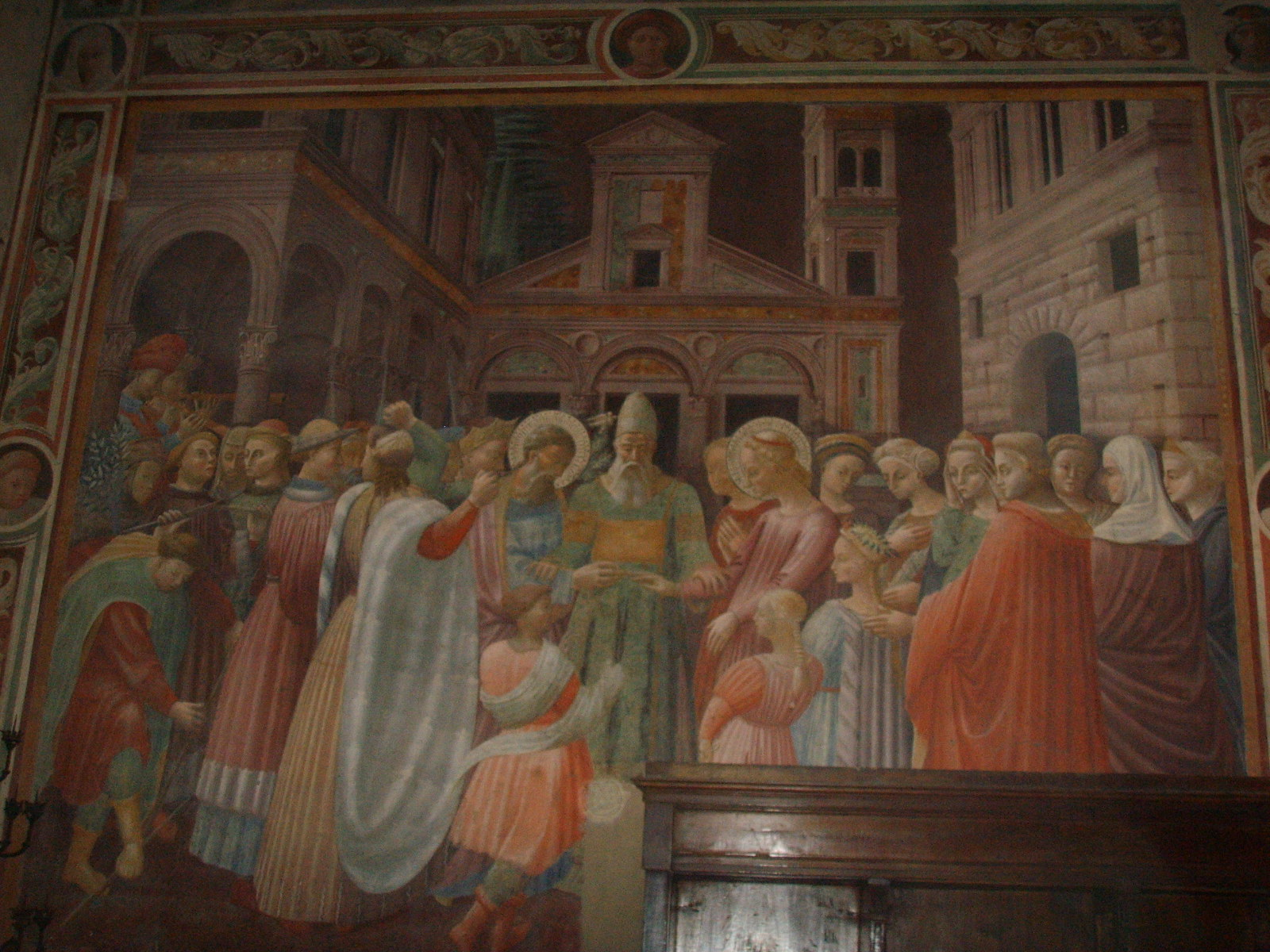
Sposalizio della Vergine, Andrea di Giusto et Paolo Uccello, cathédrale de Prato.

Andrea di Giusto (Manzini) (Florence, vers 1400 – 1450 ou 1451)  est un peintre italien de l'école florentine.

## Biographie
Après s'être formé auprès de Bicci di Lorenzo dans les années 1420-1421, Andrea di Giusto collabore avec quelques peintres importants de la première Renaissance, comme Masaccio, pour une partie de la prédelle du Polyptyque de Pise en 1426, Storie di San Giuliano, et probablement à la chapelle Brancacci de Santa Maria del Carmine, et  dont il subit  l'influence  pour le Miracolo dell'indemoniato à Filadelfia puis par Fra Angelico pour le polyptyque de l'église Sant'Andrea a Ripalta (Figline Valdarno, 1436), dans l'Assunta a Santi  (1437) à la Galerie de l'Académie ou dans le triptyque Gualino de la pinacothèque de Brera de Turin, enfin, en 1445 environ, par Paolo Uccello, avec qui il collabore à des fresques dans le Dôme de Prato.
Son fils Giusto d'Andrea fut lui aussi peintre.

## Œuvres
- Adorazione dei Magi e quattro Santi, triptyque à la Chiesa di Sant'Andrea a Ripalta, Figline Valdarno
- Madonna in trono col Bambino e santi, Chiesa dei Santi Cosma e Damiano al Vivaio, à Incisa in Val d'Arno
- Storie della Vergine e di santo Stefano, dôme de Prato (avec Fra Angelico)
- Trinità (1435-1345), au musée de l'œuvre du dôme de Prato
- Madonna della Cintola et santi (1437), Madonna con Bambino e Cristo in pietà (~1435), à la Galleria dell'Accademia de Florence
- au Musée Stibbert, à Florence
- au musée Bandini à Fiesole,
- à Careggi, quartier de Florence
- à Santa Croce, Florence
- à Copenhague,
- au musée du Louvre de Paris,
- à Baltimore,
- à Saint-Pétersbourg,
- Crucifixion, musée Ingres-Bourdelle à Montauban,
- Vierge à l'Enfant, musée de la Chartreuse de Douai
- Le Christ en croix entre sainte Madeleine, la Vierge, saint Jean et saint Bernard, Musée du Petit Palais (Avignon)

## Sources
- (it) Cet article est partiellement ou en totalité issu de l’article de Wikipédia en italien intitulé « Andrea di Giusto » (voir la liste des auteurs).